# Johannes Kjærbøl
Johannes Kjærbøl, né le 23 décembre 1885 à Copenhague (Danemark) et mort le 26 août 1973 à Sundby (Danemark), est un homme politique danois, membre des Sociaux-démocrates, ancien ministre et ancien député au Parlement (le Folketing).